# Blohm & Voss BV 138
Il Blohm & Voss BV 138 era un idroricognitore trimotore a scafo centrale prodotto dall'azienda tedesca Blohm und Voss GmbH dalla fine degli anni trenta ed utilizzato dalla Luftwaffe durante la seconda guerra mondiale.
Soprannominato "Der Fliegende Holzschuh", in lingua tedesca "zoccolo volante", è stato tra gli idrovolanti di maggior successo utilizzati durante il conflitto.
Era un velivolo molto robusto ed affidabile, in grado di operare sulle rotte oceaniche. Venne impiegato per la prima volta dalla Luftwaffe nel 1940 durante la campagna di conquista della Norvegia. Il ruolo principale del BV 138 era l'individuazione dei convogli navali dei rifornimenti alleati.

## Storia del progetto
Nell'agosto 1934 il Reichsluftfahrtministerium (RLM), il ministero che nel periodo della Germania hitleriana sovraintendeva all'intera aviazione tedesca, emise una specifica per la fornitura di un nuovo idrovolante destinato alla ricognizione marittima a lungo raggio da destinare ai reparti della neofondata Luftwaffe. Tra le caratteristiche richieste vi era la necessità di equipaggiare il modello con 
i nuovi motori Junkers Jumo 5 a ciclo Diesel che garantivano un consumo minore rispetto a quelli a ciclo Otto garantendo così una grande autonomia a parità di quantità di combustibile imbarcato. Alla richiesta risposero la Hamburger Flugzeugbau (HFB), una succursale della Blohm und Voss, e la Dornier con il suo Do 24.
Richard Vogt, da poco assunto alla HFB come responsabile dell'ufficio tecnico, disegnò un velivolo trimotore dotato di alcuni accorgimenti tecnici che caratterizzarono i suoi progetti. Il modello aveva una configurazione a scafo centrale, dotato di ala di gabbiano monolongherone, questo costituito da un tubo che fungeva anche da serbatoio di combustibile, con la terza gondola motore montata tra la V centrale, ed un impennaggio a doppia deriva.
Il progetto riscosse l'interesse dell'RLM che ne richiese un prototipo per le valutazioni ed al quale assegnò la designazione di Ha 138. L'esemplare, l'Ha 138 V1, venne completato nel 1936, dotato di motori Junkers Jumo 205, evoluzione del precedente Jumo 5, immatricolato con marche civili D-ARAK e trasferito sul fiume Elba per il volo inaugurale. Il 14 luglio dello stesso anno il pilota collaudatore Helmut Wasa Rodig non fu però quasi in grado di sollevare il velivolo dalla superficie costringendo Vogt a rivedere il progetto. Si scoprì in seguito che il problema riguardava la particolare forma alare che, invece di creare la necessaria deportanza, mescolava i flussi d'aria nella parte centrale.
In accordo con il collega Ing. Walter Stender, fu costretto a sostituire l'ala adottandone una dal profilo più convenzionale ad estendere la parte posteriore dello scafo ed aumentare la superficie degli elementi verticali dell'impennaggio.
Il secondo prototipo così modificato, l'Ha 138 V2, venne immatricolato D-AMOR ed affidato nuovamente a Rodig per il suo volo inaugurale effettuato, stavolta con successo, il 23 luglio 1937. Intanto la commissione RLM aveva già scartato il Do 24 in favore del progetto di Vogt ma benché con il terzo esemplare, l'Ha 138 V3 o A-01, immatricolato D-ADJE, i problemi sembrarono risolti, ulteriori ritardi non permisero a Rodig di portarlo in volo che l'11 luglio 1939, quando oramai i progetti espansionistici tedeschi erano stati pianificati nell'imminente inizio della seconda guerra mondiale, costringendo i reparti ad impiegare provvisoriamente, come aereo da pattugliamento marittimo, il Dornier Do 18. Nel 1938 l'RLM decise di modificare il suffisso nella sigla dei modelli prodotti dalla Blohm und Voss, adottando il BV in sostituzione del precedente Ha; il 138 fu il primo modello ad adottarlo ufficialmente per cui la produzione in serie venne designata BV 138.

## Versioni

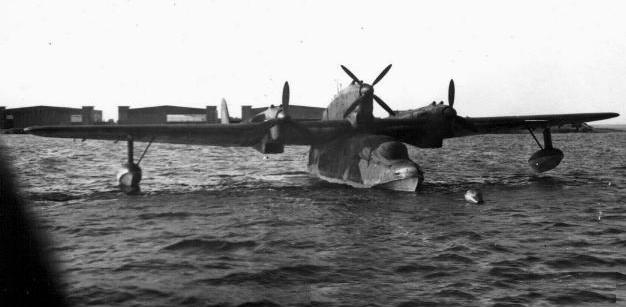
Blohm & Voss BV 138 ancorato sul lago di Siutghiol, vicino a Costanza, in Romania nel 1943.

BV 138 A-1
Prima versione di produzione in serie, equipaggiata con motori Jumo 205 C da 605 PS ed armata con un cannonicino Lb 204 calibro 20 mm in una torretta anteriore e due postazioni aperte equipaggiate con una mitragliatrice MG 15 calibro 7,92 mm ciascuna.
BV 138 B-1
versione strutturalmente rafforzata, equipaggiata con motori Jumo 205 D da 880 PS, con torretta idraulica HD 151/1A armata con due cannoncini MG 151/20 calibro 20 mm posizionata anteriormente e postazioni posteriori dotate di mitragliatrici MG 15, sostituite successivamente con le MG 131 calibro 13 mm.
BV 138 C-1
versione con struttura ulteriormente rafforzata, dotata di nuove eliche maggiorate, centralmente quadripala.
BV 138 MS
versione per il rilevamento e la detonazione di mine, privata di armamento e dotata di anello Mausi.

## Utilizzatori
Germania
- Luftwaffe

## Esemplari attualmente esistenti
Non è giunto fino a noi alcun BV 138 completo ma presso il Danmarks Tekniske Museum di Helsingør, in Danimarca, sono esposti i resti della fusoliera e del tubo di grande diametro, l'asse portante dell'ala configurazione tipica dei progetti Blohm & Voss.